# Libramont-Chevigny
Libramont-Chevigny (valonă Libråmont) este o comună francofonă din regiunea Valonia din Belgia. Comuna este formată din localitățile Libramont, Bras, Freux, Moircy, Recogne, Remagne, Sainte-Marie-Chevigny, Saint-Pierre, Bernimont, Bonnerue, Bougnimont, Chenet, Flohimont, Jenneville, Lamouline, Laneuville, Neuvillers, Nimbermont, Ourt, Presseux, Renaumont, Rondu, Sberchamps, Séviscour și Wideumont. Suprafața totală a comunei este de 177,86 km². La 1 ianuarie 2008 comuna avea o populație totală de 10.052 locuitori. 
Comuna Libramont-Chevigny se învecinează cu comunele Libin, Saint-Hubert, Bertrix, Neufchâteau, Sainte-Ode și Vaux-sur-Sûre .
La Libramont se organizează anual un târg agricol, cel mai mare târg de specialitate din Belgia.
1. ↑  Crossroad Bank of Enterprises, accesat în 13 august 2023